# Hr.Ms. Witte de With (1927)
Hr.Ms. Witte de With – holenderski niszczyciel z okresu międzywojennego i II wojny światowej, typu Admiralen. Nosił znak burtowy WW. Służył w Holenderskich Indiach Wschodnich, został samozatopiony w Surabai 2 marca 1942.

## Budowa i opis
„Witte de With” należał do standardowych holenderskich niszczycieli z okresu międzywojennego, budowanych według projektu brytyjskiego i określanych jako typ Admiralen (admirałowie). Był jedną z czterech jednostek drugiej zmodyfikowanej serii typu Admiralen, określanej też czasami jako typ Van Galen. Budowany był w stoczni Maatschappij voor Scheepsen Werktuigbouw Fijenoord w Rotterdamie, pod numerem 308. Położenie stępki miało miejsce 28 maja 1927 (wraz z bliźniaczym „Van Galen”), wodowanie 11 września 1928 roku, a okręt wszedł do służby 20 lutego 1930 roku. Nazwę otrzymał na cześć holenderskiego żeglarza i oficera marynarki Witte de With (1599-1658).
Niszczyciele typu Admiralen były typowymi niszczycielami średniej wielkości okresu międzywojennego. Ich kadłub miał podniesiony pokład dziobowy na ok. 1/3 długości, sylwetka była dwukominowa. Uzbrojenie główne drugiej serii składało się z 4 pojedynczych dział kalibru 120 mm Bofors L/50 No.5, umieszczonych po dwa na dziobie i rufie w superpozycji. Uzbrojenie przeciwlotnicze średniego kalibru składało się z jednego działa 75 mm na śródokręciu, między kominami. W drugiej serii wzmocniono uzbrojenie małokalibrowe, które stanowiły 4 działka 40 mm Vickers i 4 wkm-y 12,7 mm Browning. Uzbrojenie torpedowe, przeciętne dla tej klasy okrętów, stanowiło sześć wyrzutni torped kalibru 533 mm w dwóch potrójnych aparatach. Uzbrojenie przeciw okrętom podwodnym stanowiły 4 miotacze bomb głębinowych, z zapasem 3 bomb na każdy. Unikalną cechą wśród okrętów tej klasy była możliwość przenoszenia wodnosamolotu zwiadowczego Fokker C.VII-W, stawianego na wodę za pomocą dźwigu, jednakże przenoszenie go nie było praktyczne i do początku wojny wodnosamoloty zdjęto.
Napęd niszczycieli stanowiły 2 turbiny parowe systemu Parsonsa o mocy 31 000 KM, umieszczone we wspólnej maszynowni, napędzające 2 śruby. Zasilane były w parę przez 3 kotły parowe Yarrow, umieszczone w dwóch kotłowniach. Prędkość maksymalna wynosiła 34 węzły (podczas prób, przy przeciążaniu siłowni, niszczyciel „Piet Hein” osiągnął 36,1 w).

## Służba
Po wejściu do służby, „Witte de With”, służył początkowo na wodach Holandii. 12 stycznia 1931 r. wypłynął w celu przebazowania do Holenderskich Indii Wschodnich, płynąc przez Kanał Sueski i 14 marca 1931 dotarł do Tandjong Priok na Jawie, stając się pierwszym nowoczesnym holenderskim niszczycielem stacjonującym w Indiach Wschodnich (uprzedził "Van Galena", który wypłynął wcześniej, lecz został skierowany w dłuższy rejs).  
Do wybuchu II wojny światowej bazował w Sabangu, operując na wodach Holenderskich Indii Wschodnich. Po niemieckim ataku na Holandię w maju 1940, skutkującym przystąpieniem jej do wojny, „Witte de With” brał udział w eskortowaniu alianckich transportów na Oceanie Indyjskim. 13 kwietnia 1941 wraz z niszczycielem „Kortenaer”, przechwycił na Morzu Timor węgierski statek „Nyugat” (4323 BRT), odprowadzony następnie do Surabai. Po przystąpieniu Japonii do wojny w grudniu 1941 i jej ataku na wyspy Archipelagu Malajskiego, działał głównie na Morzu Jawajskim. W składzie międzynarodowych alianckich sił ABDA wziął udział w akcji przeciw japońskiemu konwojowi w rejonie cieśniny Makassar 3-4 lutego 1942. Do przechwycenia Japończyków jednak nie doszło, a 4 lutego rano siły alianckie były atakowane przez zmasowane naloty japońskiego lotnictwa; „Witte de With” przy tym nie poniósł szkód. 
„Witte de With” wziął następnie udział w bitwie na Morzu Jawajskim 27 lutego 1942, w której odniósł uszkodzenia rufy od płytkiego wybuchu własnej bomby głębinowej, która się zerwała z mocowania. Z uwagi na uszkodzenie, został odesłany do Surabai, eskortując uszkodzony w bitwie krążownik HMS „Exeter”. Tam 1 marca 1942 został uszkodzony w nalocie japońskim, przez bliskie wybuchy bomb lotniczych, po czym został samozatopiony w porcie w Surabai 2 marca 1942, w celu zapobieżenia wpadnięciu w ręce Japończyków.